# Fredens Sogn (Odense Kommune)
 For alternative betydninger, se Fredens Sogn. (Se også artikler, som begynder med Fredens Sogn)
Fredens Sogn er et sogn i Odense Sankt Knuds Provsti (Fyens Stift).
Fredens Kirke blev indviet i 1920. Fredens Sogn blev i 1987 udskilt fra Vor Frue Sogn som lå i Odense Købstad. Den hørte geografisk til Odense Herred i Odense Amt og blev ved kommunalreformen i 1970 kernen i Odense Kommune.
Fredens Sogn bidrog til udskillelsen af Hans Tausens Sogn i 1943.
I sognet findes følgende autoriserede stednavne:
- Bågø Strand (bebyggelse)
- Marienlund (ejerlav, landbrugsejendom)
- Skibhusene (bebyggelse, ejerlav)